# Шадек (гміна)
Гміна Шадек (пол. Gmina Szadek) — місько-сільська гміна у центральній Польщі. Належить до Здунськовольського повіту Лодзинського воєводства.
Станом на 31 грудня 2011 у гміні проживало 7359 осіб.

## Площа
Згідно з даними за 2007 рік площа гміни становила 151.96 км², у тому числі:
- орні землі: 73.00%
- ліси: 21.00%

Таким чином, площа гміни становить 41.16% площі повіту.

## Населення
Станом на 31 грудня 2011:
| Опис     | Загалом | Загалом | Чоловіки | Чоловіки | Жінки | Жінки |
| -------- | ------- | ------- | -------- | -------- | ----- | ----- |
| одиниця  | осіб    | %       | осіб     | %        | осіб  | %     |
| все      | 7359    | 100     | 3626     | 49.27    | 3733  | 50.73 |
| міське   | 2024    | 100     | 956      | 47.23    | 1068  | 52.77 |
| сільське | 5335    | 100     | 2670     | 50.05    | 2665  | 49.95 |

## Сусідні гміни
Гміна Шадек межує з такими гмінами: Варта, Водзеради, Задзім, Здунська Воля, Ласьк.